# Sportovní Klub Slavia Praha 2004-2005
Questa voce raccoglie le informazioni riguardanti lo Sportovní Klub Slavia Praha nelle competizioni ufficiali della stagione 2004-2005.

## Stagione
In campionato i praghesi raggiungono il secondo posto, davanti a FK Teplice e Sigma Olomouc ma dietro i cugini dello Sparta Praga.
In coppa eliminano Bystrc-Kníničky (0-3), FC Vysočina Jihlava (0-2) e Slavičín (0-6), venendo estromessi dal Football Club Baník Ostrava (5-1), futuro vincitore del trofeo.
In Europa lo Slavia Praga è iscritto alla Coppa UEFA ma esce al secondo turno contro la Dinamo Tbilisi (3-3) per la regola dei gol fuori casa.

## Calciomercato[1]
Vengono ceduti Černý (in prestito oneroso al Tottenham per € 0,4 milioni), Skacel, Krajčík (in prestito al Viktoria Zizkov da settembre 2004 fino a gennaio 2005, in prestito alla Dynamo České Budějovice da gennaio a giugno 2005), Marco Tulio, Neno, Müller (FK Chmel Blšany), Zacharias (Chmel Blsany), Jefferson Luis, Józsi (Zalaegerszegi TE), Lukeš (al Football Club Baník Ostrava per € 50.000), Otocka (Slovan Bratislava), Tomáš Došek (Rapid Vienna) e nel gennaio 2005 Nachtman (in prestito al Chmel Blsany) e Kalivoda (Viktoria Zizkov).
Pavel Kuka si ritira a fine stagione.
Vengono acquistati Samoel, Chleboun (FC Hradec Králové), Holeňák (Slovan Liberec), Rychlík (Marila Pribram), Zboncak (Dinamo Mosca), Gecov, Sedláček (in prestito dal Groclin), Taborský (preso dal Marila Pribram e mandato in prestito al Marila Pribram fino a gennaio 2005), Munster (London City SC), Vlček (Dinamo Mosca), nel gennaio 2005 Slavík (Most), Studik (dalle giovanili), Milan Černý e nel maggio 2005 sono aggregati in prima squadra Bálek e Suchý.

## Rosa
| N. |                       | Ruolo | Calciatore       |
| -- | --------------------- | ----- | ---------------- |
| 27 | Rep. Ceca (bandiera)  | P     | Miroslav Samoel  |
| 30 | Rep. Ceca (bandiera)  | P     | Martin Slavík    |
| 29 | Slovacchia (bandiera) | P     | Matúš Kozáčik    |
| 33 | Rep. Ceca (bandiera)  | P     | Martin Franěk    |
| 2  | Rep. Ceca (bandiera)  | D     | Karel Kratochvil |
| 3  | Rep. Ceca (bandiera)  | D     | Jiří Studík      |
| 4  | Rep. Ceca (bandiera)  | D     | Lukáš Došek      |
| 6  | Rep. Ceca (bandiera)  | D     | Martin Latka     |
| 7  | Rep. Ceca (bandiera)  | D     | Marek Suchý      |
| 11 | Rep. Ceca (bandiera)  | D     | Miroslav Holeňák |
| 13 | Rep. Ceca (bandiera)  | D     | Jakub Chleboun   |
| 17 | Rep. Ceca (bandiera)  | D     | Jiří Rychlík     |
| 21 | Rep. Ceca (bandiera)  | D     | Martin Zboncak   |
| 28 | Rep. Ceca (bandiera)  | D     | Tomáš Hrdlička   |
| 24 | Rep. Ceca (bandiera)  | D     | Radek Bejbl      |

| N. |                             | Ruolo | Calciatore      |
| -- | --------------------------- | ----- | --------------- |
| 5  | Rep. Ceca (bandiera)        | C     | Michal Švec     |
| 8  | Rep. Ceca (bandiera)        | C     | Václav Koloušek |
| 14 | Rep. Ceca (bandiera)        | C     | Patrick Gedeon  |
| 20 | Rep. Ceca (bandiera)        | C     | Milan Černý     |
| 18 | Rep. Ceca (bandiera)        | C     | Lumír Sedláček  |
| 23 | Rep. Ceca (bandiera)        | C     | Karel Piták     |
|    | Rep. Ceca (bandiera)        | C     | Marcel Gecov    |
| 9  | Rep. Ceca (bandiera)        | A     | Pavel Kuka      |
| 10 | Brasile (bandiera)          | A     | Adauto          |
| 12 | Rep. Ceca (bandiera)        | A     | Stanislav Vlček |
| 15 | Rep. Ceca (bandiera)        | A     | Vladimir Bálek  |
| 16 | Slovacchia (bandiera)       | A     | Pavel Fořt      |
| 19 | Rep. Ceca (bandiera)        | A     | Ivo Taborský    |
| 26 | Irlanda del Nord (bandiera) | A     | Paul Munster    |